# Catharsius lycaon
Catharsius lycaon är en skalbaggsart som beskrevs av Hermann Julius Kolbe 1893. Catharsius lycaon ingår i släktet Catharsius och familjen bladhorningar. Inga underarter finns listade.